# Невероятный мир глазами Энцо
«Невероятный мир глазами Энцо» (англ. The Art of Racing in the Rain; дословно — «Искусство гонок под дождем») — американский драматический фильм, основанный на романе «Гонки на мокром асфальте» Гарта Стайна. Роль собаки Энцо озвучил Кевин Костнер. Мировая премьера состоялась 7 августа 2019 года. В России фильм вышел в прокат 24 октября 2019 года.

## Сюжет
Для собаки по кличке Энцо жизнь — это гонка. Не важно, как ты её проходишь — за рулём автомобиля или на четырёх лапах, всё равно тебя ждут крутые виражи, ямы-западни, опасные взлёты и падения. Они выбивают с трека даже самых сильных — это начинающий гонщик Дэнни и его пёс Энцо знают наверняка. Каждому из них предстоит своя гонка, но оба понимают: победить не значит обогнать соперников. Победить — значит вернуться после поражения на трассу и пройти её до самого финиша, какой бы скользкой ни была дорога.

## В ролях
| Актёр               | Роль           |
| ------------------- | -------------- |
| Кевин Костнер       | Энцо (озвучка) |
| Аманда Сейфрид      | Ив             |
| Майло Вентимилья    | Дэнни Свифт    |
| Гэри Коул           | Дон Китч       |
| Кэти Бейкер         | Триш           |
| Ал Сапиенца         | Лука Понтони   |
| Мартин Донован      | Максуэлл       |
| Карен Холнесс       | доктор         |
| МакКинли Белчер III | Марк Финн      |
| Брайан Маркинсон    | мистер Несс    |
| Николь Энтони       |                |